# Собреро, Маттео
Маттео Собреро  (итал. Matteo Sobrero; род. 14 мая 1997, Альба, Пьемонт) — итальянский профессиональный шоссейный велогонщик, выступающий с 2020 года за команду мирового тура «NTT Pro Cycling».